# Cryptandra propinqua
Cryptandra propinqua är en brakvedsväxtart. Cryptandra propinqua ingår i släktet Cryptandra och familjen brakvedsväxter.

## Underarter
Arten delas in i följande underarter:
- C. p. maranoa
- C. p. propinqua